# Maciej Kołodziejski
Maciej Kołodziejski – polski pedagog i muzyk, dr hab. nauk społecznych, profesor uczelni na Wydziale Nauk Humanistyczno-Społecznych i Informatyki Akademii Mazowieckiej w Płocku, nauczyciel przedmiotów teoretyczno-muzycznych w Państwowej Szkole Muzycznej I i II stopnia im. Karola Szymanowskiego w Płocku. Od września 2024 roku kierownik Zakładu Podstaw Wychowania, Opieki i Terapii. 

## Wykształcenie i kariera
Ukończył pedagogikę na Uniwersytecie Łódzkim w 1996, następnie kierunek wychowanie muzyczne (dziś to edukacja artystyczna w zakresie sztuki muzycznej) w Wyższej Szkole Pedagogicznej w Olszynie (1999) oraz edukację artystyczną w zakresie sztuki muzycznej (specjalność: nauczanie przedmiotów teoretycznych w szkolnictwie muzyczym I stopnia) w Akademii Sztuki w Szczecinie (2022). W 2007 r. obronił pracę doktorską pt. Aplikacja koncepcji Edwina E. Gordona w rozwijaniu zdolności i umiejętności muzycznych uczniów szkoły podstawowej. Habilitował się po raz pierwszy w 2013 na podstawie pracy Ocenianie na lekcjach muzyki w szkole podstawowej (Wydział Pedagogiczny Matej Bel University w Bańskiej Bystrzycy) oraz w 2019 na podstawie pracy Teoria uczenia się muzyki Edwina E. Gordona w refleksji naukowej i badaniach empirycznych nad audiacją  (Uniwersytet Warmińsko-Mazurski w Olsztynie; Wydział Nauk Społecznych).
Do 30 września 2023 roku pracował na stanowisku profesora uniwersytetu w Instytucie Nauk Pedagogicznych na Wydziale Filozofii i Nauk Społecznych Uniwersytetu Mikołaja Kopernika w Toruniu. Wcześniej był profesorem nadzwyczajnym Wydziału Nauk Humanistycznych i Społecznych Karkonoskiej Państwowej Szkoły Wyższej w Jeleniej Górze; Wydziału Pedagogicznego Wyższej Szkoły Ekonomiczno-Humanistycznej im. prof. Szczepana A. Pieniążka w Skierniewicach; Wyższej Szkoły Pedagogiczno-Technicznej w Koninie; Wydziału Pedagogicznego Akademii Humanistycznej im. Aleksandra Gieysztora w Pułtusku. Był także zatrudniony na stanowisku adiunkta w Instytucie Pedagogiki na Wydziale Pedagogiki i Psychologii Uniwersytetu Kazimierza Wielkiego w Bydgoszczy oraz starszego wykładowcy Instytutu Pedagogiki Państwowej Wyższej Szkoły Zawodowej w Płocku i Instytutu Pedagogiki Wydziału Humanistyczno-Społecznego Wyższej Szkoły Lingwistycznej w Częstochowie. W latach 2006–2011 sprawował funkcję dyrektora w Szkole Podstawowej z Oddziałami Integracyjnymi im. Bolesława Chrobrego nr 11 w Płocku, w której zainicjował Międzyszkolny Festiwal Twórczości. W roku akademickim 2012/2013 pracował także jako adiunkt w Akademii Muzycznej w Łodzi.
Pełni rolę eksperta Ministerstwa Edukacji i Nauki, Narodowego Centrum Badań i Rozwoju, Narodowej  Agencji Wymiany Akademickiej, rzeczoznawcy podręczników do muzyki MEN oraz członka Polskiego Towarzystwa Edwina Eliasa Gordona w Bydgoszczy.
Jest autorem monografii naukowych, rozdziałów w monografiach, studiów empirycznych oraz ponad 140 artykułów opublikowanych w Polsce, Rumunii, Niemczech, Czechach, Brazylii i Słowacji.
Jest promotorem dwóch dysertacji doktorskich. Brał udział w postępowaniach doktorskich i habilitacyjnych w Słowacji (Uniwersytet Macieja Beli w Bańskiej Bystrzycy) oraz w Litwie (Mykolas Romeris University).
Jest stypendystą programu Erasmus i Erasmus+ (Słowacja, Łotwa, USA, Portugalia, Włochy, Hiszpania).

## Publikacje książkowe
- Kołodziejski M., Muzyka i wielostronna edukacja dziecka, Wyższa Szkoła Lingwistyczna, Częstochowa, 2012, ISBN 83-61425-33-0, ISBN 978-83-61425-33-5
- Kołodziejski M., Koncepcja Edwina E. Gordona w powszechnej edukacji muzycznej, Wydawnictwo Państwowej Wyższej Szkoły Zawodowej, Płock, 2011, ISBN 83-61601-05-8, ISBN 978-83-61601-05-0,
- Kołodziejski M., Wybrane sposoby oceniania osiągnięć muzycznych uczniów ogólnokształcącej szkoły podstawowej, Płock, 2009, ISBN 978-83-61601-40-1
- Kołodziejski M.,(red. naukowa), Kreatywność w edukacji muzycznej, Wydawnictwo Typografia Pułtusk, Pułtusk, 2014, ISBN 978-83-7549-190-6
- Kołodziejski M. Pazur B., Wybrane zagadnienia z teorii i praktyki wczesnej edukacji muzycznej w przedszkolu i klasach początkowych szkoły podstawowej, Wydawnictwo Muzyczne Polihymnia, Lublin, 2016, ISBN 978-83-7847-291-9
- Kołodziejski M. (red.nauk.), Transgresje w edukacji t. I i II, Wydawnictwo Typografia Pułtusk (Akademia A. Gieysztora w Pułtusku), Pułtusk, 2016, ISBN 978-83-7549-248-4
- Kolodziejski, M., Mehmet Ali Icbay, Hasan Arslan, Contemporary Issues in Cultural Studies, Ehrmann Verlag[12]
- Kołodziejski, M., Implementacja wybranych założeń teorii uczenia się muzyki Edwina E. Gordona do praktyki kształcenia słuchu muzycznego uczniów szkoły muzycznej pierwszego stopnia, Wydawnictwo Naukowe UMK, Toruń
- Kołodziejski, M., Ostrowska, K. (red. nauk.). Edukacja muzyczna wczoraj i dziś. Wybrane aspekty teoretyczne i praktyczne. Wydawnictwo Akademii Mazowieckiej, Płock
- Kołodziejski, M., Moskal-Kozak, K., (2021). Na dobry początek. Zbiór piosenek i zabaw muzyczno-ruchowych dla dzieci w wieku przedszkolnym i młodszym szkolnym, Wydawnictwo Difin, Warszawa[13]